# Robert Piedelièvre
Pour les articles homonymes, voir Piedelièvre.
Robert Piedelièvre, né le 27 février 1859 à Saint-Germain-en-Laye et mort à Paris le 11 mai 1939, est un universitaire français et professeur de droit à la Faculté de droit de Paris.

## Biographie

### Famille
Issu d'une famille bourgeoise originaire de Pont-Audemer en Normandie, il est le fils de Alfred Piedelièvre et de Victoire Billacoys de Boismont et le petit-fils de Paul Piedelièvre, Conseiller du Roi en l'élection de Pont-Audemer et de Elisabeth de Normanville. Aîné d'une fratrie de quatre enfants, deux de ses frères étaient magistrats. En 1884, il épouse Marguerite Langlois, fille de Victor Langlois, orientaliste et historien, dont il eut trois enfants. Il est notamment le père du professeur de médecine René Piedelièvre.

### Carrière
Titulaire d'un Doctorat en droit de la faculté de droit de Paris en 1884 à l'issue d'une thèse pour laquelle il obtint la médaille d'or, il est reçu à l'agrégation en 1885 et devient professeur de droit à la Faculté d'Alger. De 1887 à 1898 il est professeur à l'Ecole de droit de la faculté de Rennes où il est successivement titulaire des chaires de droit civil et de droit romain avant d'être nommé professeur à la faculté de droit de Paris où il terminera sa carrière en 1929.
Les premiers travaux de Robert Piedelièvre portent sur le droit international public. Il publie, à ce titre, un traité de droit international public en 1894 en deux volumes sur les Etats et leurs relations en temps de paix, ainsi que sur les litiges internationaux et leurs solutions. Il effectue également de nombreuses recherches sur le droit Algérien, et publie de multiples articles dans la Revue algérienne et tunisienne de Législation et de Jurisprudence.
Au cours de l'année 1908, il s'oppose publiquement avec d'autres professeurs de la faculté de Paris, dont Émile Chénon et Antoine Pillet, à la politique de laïcisation de l'enseignement menée par le gouvernement de Georges Clémenceau et son ministre de l'Instruction publique Gaston Doumergue.
Il enseigne également pendant vingt ans à l'École des hautes études commerciales de Paris entre 1910 et 1930.
À partir de 1921, il est membre de la Commission supérieure des dommages de guerre au Conseil d'État. Il fut également membre du Comité consultatif de Législation au Ministère de la Justice et de la Commission d'Assistance judiciaire près la Cour d'Appel de Paris.

## Décorations
- Officier de la Légion d'honneur par décret du 3 août 1934
- Officier de l'Instruction publique par arrêté du 13 juillet 1900

## Ouvrages
- « De l'interdit salvien, en droit romain », Thèse de Doctorat, 1884.
- « Précis de droit international public ou droit des gens, Vol I. Des états et de leurs relations en temps de paix », F.Pichon (Paris), 1894[12].
- « Précis de droit international public ou droit des gens, Vol II. Des litiges internationaux et de leurs solutions », F.Pichon (Paris), 1895